# 东胜卫
东胜卫，中国明朝的卫所。
辽朝设置东胜州。蒙古帝国废东胜县入东胜州，明朝洪武四年（1371年），改为东胜卫。治所在榆林县（金朝改为东胜县，今内蒙古自治区托克托县）。包括今内蒙古托克托县和准格尔旗东北部。后分左右卫。明成祖永乐元年（1403年），左卫内迁河北卢龙县，右卫内迁河北遵化县。明末废除。